# Савицкий, Даниил
Даниил Савицкий (эст. Daniil Savitski; 4 мая 1989, Таллин) — эстонский футболист, вратарь.

## Биография
Воспитанник Таллинской футбольной школы. С 2005 года выступал на взрослом уровне за младшие команды ТЯК, а в 2006 году сыграл один матч за основную команду во второй лиге Эстонии. В 2007 году перешёл в ТФМК, где в течение двух сезонов был основным вратарём дублирующего состава клуба. В основной команде был третьим вратарём после Виталия Телеша и Антона Трифонова. Сыграл за ТФМК два матча в высшей лиге Эстонии, дебютировал 26 июля 2008 года в матче против «Калева» Силламяэ.
После расформирования ТФМК перешёл в «Нымме Калью» и стал сменщиком Рене Кааса, в первом сезоне принял участие в 14 матчах высшей лиги. Однако в 2010 году в клуб перешёл более сильный вратарь Керт Кютт, и Савицкий стал играть реже. Со своим клубом стал финалистом Кубка Эстонии 2008/09, в финальном матче остался в запасе. В сезоне 2011 года, когда команда завоевала серебро, вышел на поле в одном матче.
В 2012 году перешёл в таллинский «Калев». В первом сезоне не был основным игроком и сыграл лишь два матча, а с июня 2012 года перестал появляться в заявках на матч. Однако со следующего сезона прочно занял место в воротах, а в 2014 году был капитаном клуба. После вылета «Калева» в первую лигу продолжил играть за клуб и в 2017 году стал серебряным призёром первой лиги. С 2018 года играет в низших лигах за «Нымме Юнайтед».
Всего в высшей лиге Эстонии сыграл 70 матчей.
Вызывался в сборные Эстонии младших возрастов. Сыграл один матч за олимпийскую сборную (до 23 лет) — 5 октября 2011 года против Уэльса (1:2).
Имеет юридическое образование и лицензию адвоката. По состоянию на начало 2020-х годов был членом правления Эстонского футбольного союза, в 2025 году на очередных выборах президента ЭФС были продлены полномочия члена правления, и членом юридического комитета УЕФА. Принимал участие в качестве адвоката в громких делах, связанных с паутиной преступной деятельности., а в 2018 году сам был фигурантом дела о мошенничестве.

## Обман беззащитных
01 ноября 2017 года программы Pealtnägija и Инсайт опубликовали материалы, в котором обвинялись адвокатское бюро Laus и Партнеры и адвокат Даниил Савицкий вместе с его бизнес-партнером в обмане бедных людей и выманивании у них квартир. В уголовном деле было трое потерпевших. По обвинению, подсудимые приобрели квартиры, принадлежащие должникам, на имя компании Delta Property OÜ, выбирая в качестве жертв социально незащищенных людей с ограниченным опытом в сфере недвижимости. После того как судебный исполнитель продал имущество должника или его часть на аукционе и перечислил оставшуюся сумму на банковский счет бывшего владельца квартиры, Савицкий и Бородин заключили с бывшим владельцем фиктивный договор аренды, на основании которого деньги, полученные от судебного исполнителя, были перечислены на расчетный счет Delta Property. Северное окружное прокуратурское управление прекратило уголовное производство по обвинению в мошенничестве и содействии проституции в отношении руководителя недвижимостной компании Даниила Савицкого. Савицкий также полностью компенсировал ущерб двум потерпевшим, составивший около 28 000 евро.

## Личная жизнь
Брат Алексей (род. 1985) тоже был футболистом, выступал на позиции защитника и сыграл более 200 матчей в высшей лиге Эстонии.